# Saicourt
Saicourt – gmina (niem. Einwohnergemeinde) w północno-zachodniej Szwajcarii, w kantonie Berno, w regionie administracyjnym Berner Jura, w okręgu Berner Jura. 31 grudnia 2020 roku liczyła 645 mieszkańców. 

## Demografia
Według danych z 2000 r. 84% mieszkańców gminy była francuskojęzyczna, 12,6% niemieckojęzyczna, a 1,5% włoskojęzyczna. Na dzień 31 grudnia 2020 obcokrajowcy stanowili 3,7% ogółu mieszkańców.